# Julie Krone
Julie Anne Louise Krone (nacida en Benton Harbor, Berrier, [4 de julio de 1963) conocida también como Julie Krone, es una jocketa, consultora equina, locutora y conferencista estadounidense.
Fue la jocketa más exitosa de la historia.

## Biografía
Nació en Benton Harbor, Berrier, Míchigan. Hija de la campeona del Estado de Míchigan, instructora de hípica Judim y Don Krone profesor de arte y fotógrafo; y su hermano era Donnie Krone. Fue la jocketa que más victorias ha conseguido en carreras, y la única mujer que ha sido condecorada en el Salón de la Fama Nacional de Mujeres.
Se crio en una granja cerca de Eau Claire. El 22 de mayo de 1989 apareció en la portada de la revista Sports Illustrated, es una de los ocho jinetes en ganar dicha distinción.
Su carrera como jocketa duró 18 años y en ella Julie Krone venció en 3.545 carreras, entre ellas ganó con el caballo Colonial Affair el premio Belmont Stakes en 1993  También obtuvo el galarón Premio ESPY a la Mejor Atleta Femenina. Fue la primera amazona en ganar una carrera de la Triple Corona y la Breeders' Cup. A lo largo de su carrera obtuvo ganancias superiores a los 81 millones de dólares estadounidenses. 
Krone tuvo apariciones en "The Tonight Show con Jay Leno" y "The Late Show with David Letterman".
El 24 de noviembre de 1990 fue la primera mujer que ganó la carrera Internacional de Jockey del Hipódromo de Tokio, como jinete invitada.
El 18 de abril de 1999, se retiró de las pistas tras vencer en tres carreras y dos segundos puestos, en el mismo día.
El 25 de octubre de 2003, Julie Krone hizo historia al convertirse en la primera mujer ganadora de una carrera de la Copa Breeders a bordo de la pinga Halfbridled, 2 1/2 cuerpos por delante de la muy buena Ashado.

## Vida privada
Contrajo matrimonio con Matt Muzikar desde 1995 al 1999 y luego con Jay Hovedy el 27 de mayo de 2001. En 2005 madre de una niña llamada Lorelei Judith Krone.
En 1995 escribió su autobiografía con Nancy Ann Richardson titulada: "Riding for My Life" (ISBN 978-0316504775).
Actualmente vive en California.

## Filmografía
Filmografía de Julie Krone:
- 1993 Late Show with David Letterman
- 2001, ESPN SportsCentury
- 2012, Training for Tahoe 2

## Premios y honores
- 1987, primera mujer en ganar cuatro carreras en un día
- 1994, Premio ESPY Premio Wilma Rudolph por la Fundación Deportiva de Mujeres.
- 1993, primera mujer en ganar un evento de la Triple Corona Belmont Stakes.
- 1999, Museo Nacional Vaquera y Salón de la Fama
- 2000, Salón de la Fama de la Hípica
- 2002, Salón de la Fama de Deportes de Michigan.
- 2003, primera mujer en ganar la Copa Breeders
- 2003, primera mujer en ganar el evento de un millón de dólares Pacífico Classic.
- 2004, Premio Wilma Rudolph por la Fundación Deportiva de Mujeres.
- 2013, Salón de la Fama Nacional de Mujeres

Ganó seis carreras en un solo día en Monmouth Park y Meadowlands. Ganó cinco ganadores de un día a Saratoga y Santa Anita Park.
Campeona jinete en victorias en Belmont Park, Gulfstream Park, Monmouth Park, Atlántico.

## Galería

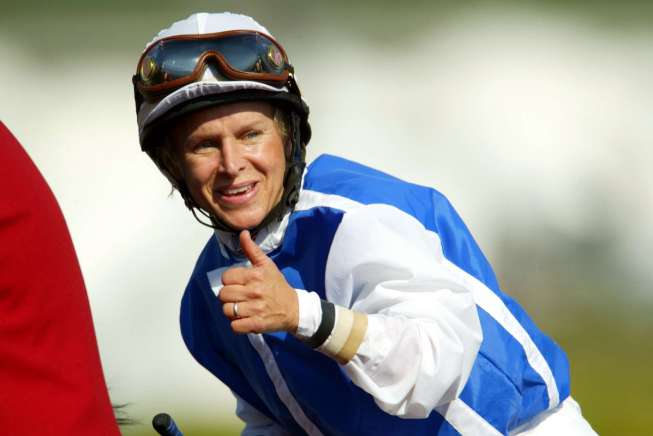
Julie Krone en 2003.
Premio ESPY en 1994.